# Fortuna Liga 2018/19
Die Fortuna Liga 2018/19 (erstmals nach dem Sponsor, dem Sportwetten-Anbieter Fortuna) war die 26. Spielzeit der höchsten tschechischen Spielklasse im Fußball der Männer. Sie begann am 20. Juli 2018 und endete am 2. Juni 2019.
Titelverteidiger war Viktoria Pilsen, amtierender Pokalsieger Slavia Prag – Slavia wurde Meister und verteidigte den Pokal.

## Modus
Die 16 Mannschaften spielten zunächst in 30 Runden je zweimal gegeneinander. Erstmals wurden im Anschluss an die reguläre Saison auf Basis der Abschlusstabelle alle Teams aufgeteilt, Punkte und Tore wurden aus der Hauptrunde übernommen. So spielten die besten sechs Mannschaften um die Meisterschaft, die Plätze 7 bis 10 in den Europa-League-Play-offs und die Ränge 11 bis 16 in den Abstiegs-Play-outs.
Nach Abschluss der Finalrunden stieg der Letztplatzierte direkt ab, die Mannschaften auf den Plätzen 14 und 15 spielten in einer Relegation gegen den Zweiten und den Dritten der FNL. Der Meister und der Vizemeister qualifizierten sich für die Qualifikationsrunde zur UEFA Champions League, der Dritte für die Qualifikationsrunde zur UEFA Europa League, ebenso wie der Sieger aus dem Play-off-Finale (Vierter gegen die beste Mannschaft der Halbfinalspiele).

## Stadien und Spielorte
| Wappen              | Verein              | Stadt              | Stadion                                     | Kapazität | Rang 2017/18 |
| ------------------- | ------------------- | ------------------ | ------------------------------------------- | --------- | ------------ |
| Viktoria Pilsen     | Viktoria Pilsen     | Pilsen             | Doosan Arena                                | 11.700    | 01.          |
| Slavia Prag         | Slavia Prag         | Prag               | Sinobo Stadium                              | 21.000    | 02.          |
| FK Jablonec         | FK Jablonec         | Jablonec nad Nisou | Chance Arena                                | 06.280    | 03.          |
| SK Sigma Olmütz     | SK Sigma Olmütz     | Olmütz             | Andrův stadion                              | 12.483    | 04.          |
| Sparta Prag         | Sparta Prag         | Prag               | Generali Arena                              | 18.944    | 05.          |
| Slovan Liberec      | Slovan Liberec      | Liberec            | Stadion u Nisy                              | 09.900    | 06.          |
| Bohemians 1905 Prag | Bohemians Prag 1905 | Prag               | Stadion Ďolíček                             | 05.000    | 07.          |
| FK Mladá Boleslav   | FK Mladá Boleslav   | Mladá Boleslav     | Městský stadion Mladá Boleslav              | 05.000    | 08.          |
| FK Teplice          | FK Teplice          | Teplice            | Stadion Na Stínadlech                       | 18.221    | 09.          |
| FC Fastav Zlín      | FC Fastav Zlín      | Zlín               | Stadion Letná                               | 06.375    | 10.          |
| FK Dukla Prag       | FK Dukla Prag       | Prag               | Stadion Juliska                             | 08.150    | 11.          |
| 1. FC Slovácko      | 1. FC Slovácko      | Uherské Hradiště   | Městský fotbalový stadion Miroslava Valenty | 08.121    | 12.          |
| Baník Ostrava       | FC Baník Ostrava    | Ostrava            | Městský stadion – Vítkovice Aréna           | 13.375    | 13.          |
| MFK Karviná         | MFK Karviná         | Karviná            | Městský stadion Karviná                     | 04.833    | 14.          |
| Vereinslogo         | SFC Opava           | Opava              | Stadión v Městských sadech                  | 07.758    | 1. (FNL)     |
| Vereinslogo         | 1. FK Příbram       | Příbram            | Adidas Aréna                                | 09.100    | 2. (FNL)     |

## 1. Runde

### Tabelle
| Pl.             | Verein              | Sp. | S  | U  | N  | Tore    | Diff. | Punkte |
| --------------- | ------------------- | --- | -- | -- | -- | ------- | ----- | ------ |
| 1.              | Slavia Prag (P)     | 30  | 23 | 3  | 4  | 072:230 | +49   | 72     |
| 2.              | Viktoria Pilsen (M) | 30  | 21 | 5  | 4  | 047:270 | +20   | 68     |
| 3.              | Sparta Prag         | 30  | 17 | 6  | 7  | 052:270 | +25   | 57     |
| 4.              | FK Jablonec         | 30  | 15 | 6  | 9  | 053:260 | +27   | 51     |
| 5.              | FC Baník Ostrava    | 30  | 13 | 6  | 11 | 038:360 | +2    | 45     |
| 6.              | Slovan Liberec      | 30  | 11 | 9  | 10 | 033:280 | +5    | 42     |
| 7.              | FK Mladá Boleslav   | 30  | 11 | 9  | 10 | 052:440 | +8    | 42     |
| 8.              | SK Sigma Olmütz     | 30  | 12 | 4  | 14 | 037:430 | −6    | 40     |
| 9.              | FC Fastav Zlín      | 30  | 12 | 3  | 15 | 032:400 | −8    | 39     |
| 10.             | FK Teplice          | 30  | 10 | 6  | 14 | 032:420 | −10   | 36     |
| 11.             | Bohemians Prag      | 30  | 8  | 10 | 12 | 029:370 | −8    | 34     |
| 12.             | 1. FC Slovácko      | 30  | 10 | 4  | 16 | 032:450 | −13   | 34     |
| 13.             | SFC Opava (N)       | 30  | 9  | 6  | 15 | 039:490 | −10   | 33     |
| 14.             | 1. FK Příbram (N)   | 30  | 8  | 7  | 15 | 033:630 | −30   | 31     |
| 15.             | MFK Karviná         | 30  | 8  | 5  | 17 | 039:530 | −14   | 29     |
| 16.             | FK Dukla Prag       | 30  | 5  | 5  | 20 | 025:620 | −37   | 20     |
| Stand: Endstand |                     |     |    |    |    |         |       |        |

Platzierungskriterien: 1. Punkte – 2. Direkter Vergleich (Punkte, Tordifferenz, geschossene Tore) – 3. Siege – 4. Tordifferenz – 5. geschossene Tore
| (M) | Tschechischer Meister der Vorsaison     |
| (P) | Tschechischer Pokalsieger der Vorsaison |
| (N) | Aufsteiger aus der FNL                  |

## Platzierungsrunden

### Meisterschaftsrunde (Play-off 1)

#### Tabelle
| Pl. | Verein              | Sp. | S  | U  | N  | Tore    | Diff. | Punkte |
| --- | ------------------- | --- | -- | -- | -- | ------- | ----- | ------ |
| 1.  | Slavia Prag 1 (P)   | 35  | 26 | 5  | 4  | 079:260 | +53   | 83     |
| 2.  | Viktoria Pilsen (M) | 35  | 24 | 6  | 5  | 057:320 | +25   | 78     |
| 3.  | Sparta Prag         | 35  | 20 | 6  | 9  | 059:330 | +26   | 66     |
| 4.  | FK Jablonec         | 35  | 17 | 6  | 12 | 058:320 | +26   | 57     |
| 5.  | FC Baník Ostrava    | 35  | 13 | 8  | 14 | 039:430 | −4    | 47     |
| 6.  | Slovan Liberec      | 35  | 12 | 10 | 13 | 034:320 | +2    | 46     |

#### Kreuztabelle
| 2018/19           | SK Slavia Prag | Viktoria Pilsen | Sparta Prag | FK Jablonec | FC Baník Ostrava | FC Slovan Liberec |
| ----------------- | -------------- | --------------- | ----------- | ----------- | ---------------- | ----------------- |
| Slavia Prag       |                | 3:1             | 2:1         | 2:1         | −                | −                 |
| Viktoria Pilsen   | −              |                 | 4:0         | 2:1         | 1:1              | −                 |
| Sparta Prag       | −              | −               |             | 2:0         | 3:0              | 1:0               |
| FK Jablonec       | −              | −               | −           |             | 2:0              | 1:0               |
| FC Baník Ostrava  | 0:0            | −               | −           | −           |                  | 0:1               |
| FC Slovan Liberec | 0:0            | 0:2             | −           | −           | −                |                   |

### Europa-League-Play-offs

#### 1. Runde
Der Siebte der Relegationsgruppe spielte gegen den Zehnten, der Achte gegen den Neunten. Die Sieger qualifizierten sich für die nächste Runde. Die Spiele wurden am 3. und 12. Mai 2019 ausgetragen.
|                   | Gesamt |                | Hinspiel | Rückspiel |
| ----------------- | ------ | -------------- | -------- | --------- |
| FK Mladá Boleslav | 9:1    | FK Teplice     | 8:0      | 1:1       |
| SK Sigma Olmütz   | 3:3(a) | FC Fastav Zlín | 0:1      | 3:2       |

#### 2. Runde
Die Sieger der ersten Runde ermitteln den Gegner des Vierten der Meistergruppe.
|                | Gesamt |                   | Hinspiel | Rückspiel |
| -------------- | ------ | ----------------- | -------- | --------- |
| FC Fastav Zlín | 3:4    | FK Mladá Boleslav | 3:1      | 0:3       |

#### Finale
Der Sieger nimmt an der 2. Qualifikationsrunde zur UEFA Europa League 2019/20 teil.
|                  | Ergebnis |                   |
| ---------------- | -------- | ----------------- |
| FC Baník Ostrava | 0:1      | FK Mladá Boleslav |

### Relegation
Die Mannschaften auf den Plätzen 14 und 15 spielten nach Abschluss der Runde gegen den Zweiten und Dritten der zweiten Liga um den Verbleib in der Liga.

#### Tabelle
| Pl. | Verein            | Sp. | S  | U  | N  | Tore    | Diff. | Punkte |
| --- | ----------------- | --- | -- | -- | -- | ------- | ----- | ------ |
| 11. | 1. FC Slovácko    | 35  | 13 | 6  | 16 | 043:470 | −4    | 45     |
| 12. | SFC Opava         | 35  | 12 | 7  | 16 | 047:570 | −10   | 43     |
| 13. | Bohemians Prag    | 35  | 9  | 13 | 13 | 033:430 | −10   | 40     |
| 14. | 1. FK Příbram (N) | 35  | 11 | 7  | 17 | 043:750 | −32   | 40     |
| 15. | MFK Karviná       | 35  | 9  | 5  | 21 | 042:580 | −16   | 32     |
| 16. | FK Dukla Prag     | 35  | 5  | 7  | 23 | 030:720 | −42   | 22     |

#### Kreuztabelle
| 2018/19        | Bohemians Prag | 1. FC Slovácko | SFC Opava | 1. FK Příbram | KAR | FK Dukla Prag |
| -------------- | -------------- | -------------- | --------- | ------------- | --- | ------------- |
| Bohemians Prag |                | 0:0            | 1:1       | 1:4           | −   | −             |
| 1. FC Slovácko | −              |                | 4:1       | 5:1           | 2:0 | −             |
| SFC Opava      | −              | −              |           | 2:1           | 1:0 | 3:2           |
| 1. FK Příbram  | −              | −              | −         |               | 1:0 | 3:2           |
| MFK Karviná    | 0:1            | −              | −         | −             |     | 3:0           |
| FK Dukla Prag  | 1:1            | 0:0            | −         | −             | −   |               |

### Abstiegs-Play-out
Die Mannschaften auf den Plätzen 14 und 15 der Relegationsgruppe spielten gegen den Zweit- und Drittplatzierten der Fotbalová národní liga um die zwei verbliebenen Erstliga-Starterplätze in der nächsten Saison. Die Spiele wurden am 28. und 29. Mai sowie am 2. Juni 2019 ausgetragen.
|                     | Gesamt |               | Hinspiel | Rückspiel |
| ------------------- | ------ | ------------- | -------- | --------- |
| FC Vysočina Jihlava | 2:3    | MFK Karviná   | 1:2      | 1:1       |
| FC Zbrojovka Brünn  | 3:3(a) | 1. FK Příbram | 3:3      | 0:0       |